# 1995 SV2
1995 SV2 är en asteroid i huvudbältet som upptäcktes den 20 september 1995 av de båda japanska astronomerna Seiji Ueda och Hiroshi Kaneda i Kushiro.